# Hippie

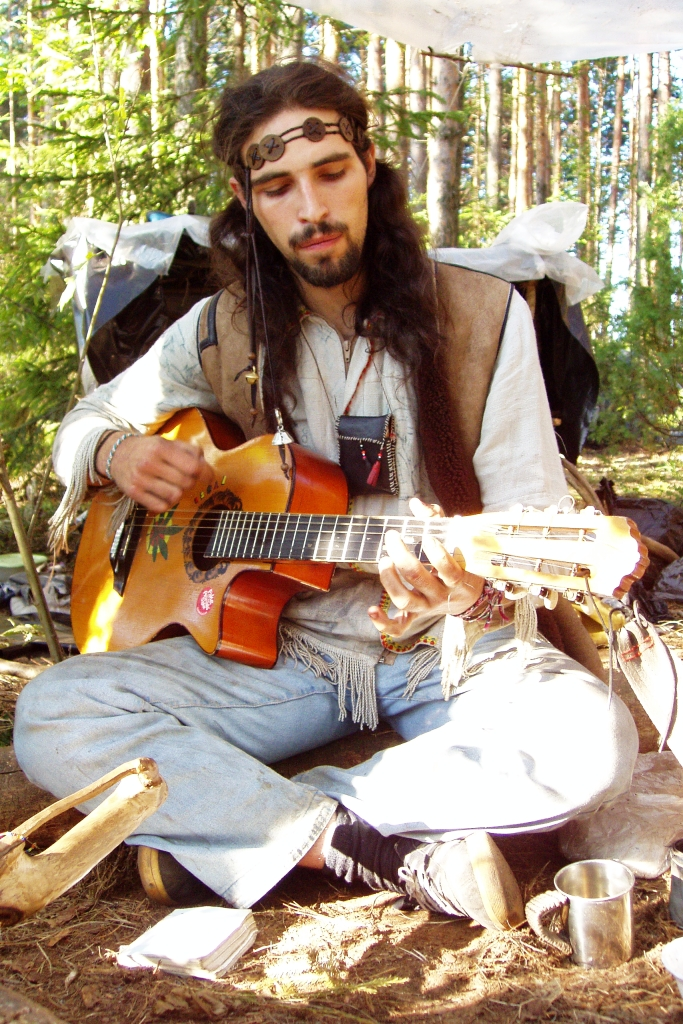
Rainbow Gathering, Nga, tháng 8 năm 2005

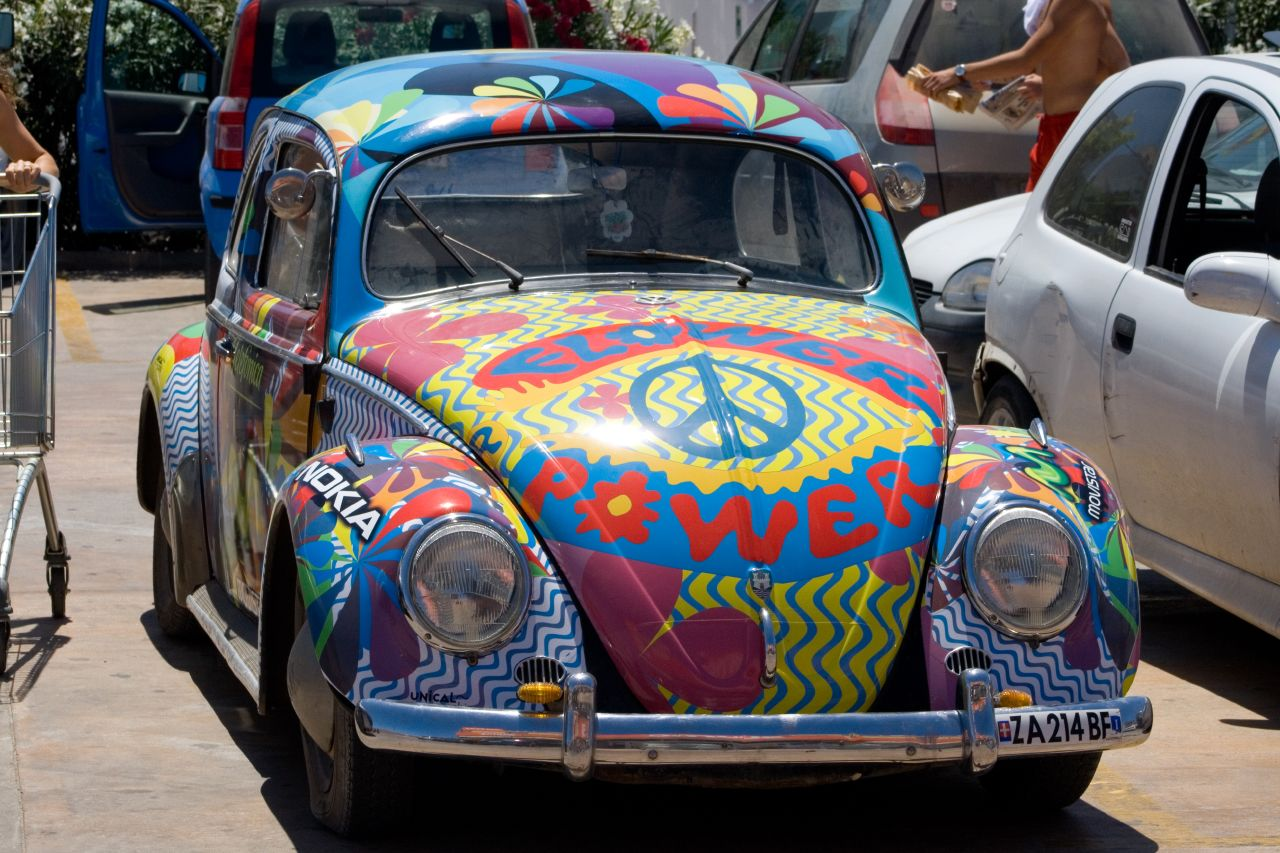
Một chiếc xe VW Käfer tô vẽ theo trường phái hippie

Hippy hay hippie là những người có liên hệ với văn hóa phản kháng của thập niên 1960, là một phong trào thanh niên phát sinh từ Hoa Kỳ trong giữa những năm 1960 và sau đó lan rộng sang các nước khác trên thế giới. Một bộ phận giới trẻ lúc đó đã trở nên bất mãn với những định ước của xã hội đương thời, với tầng lớp trung lưu đang bị chi phối bởi chủ nghĩa tiêu dùng và tư tưởng đàn áp. Họ phản đối chiến tranh, đề cao tự do, tình yêu, hòa bình, sự khoan dung và bác ái. Họ chủ trương từ bỏ xã hội công nghiệp quay về với thiên nhiên. Câu nói nổi tiếng: "Make love, not war" (Hãy làm tình, thay vì gây chiến) cũng chính từ đây mà ra.

## Định nghĩa
Hippie có nguồn gốc từ những năm 60 tại Bắc Mỹ và Tây Âu. Đa số họ thuộc thế hệ của "Những đứa con của hoa" (flower children) và "bùng nổ trẻ em" (baby boomer) hay thế hệ sau. Họ sở hữu một niềm tin cốt lõi xoay quanh những giá trị về hòa bình và tình yêu. Những giá trị theo họ chính là mấu chốt trong một xã hội càng ngày được toàn cầu hóa và họ thường được gắn liền với hình ảnh những nhóm người bất bạo động, chống chính phủ. Một dấu ấn xấu về việc sử dụng thuốc kích thích được đóng vào họ và nó vẫn còn thường được thấy ngày nay, đặc biệt là việc sử dụng, lạm dụng cần sa và các chất gây ảo giác. Nhiều phong trào nhạc rock, thi sĩ, nghệ sĩ và nhà văn từ những năm 60 cho đến ngày nay có thể nói là đã gắn liền với phong trào này, nổi bật nhất có thể kể đến là George Carlin, Grateful Dead, Bob Dylan, Pink Floyd, John Lennon, Janis Joplin, Phish... và rất nhiều người khác khó có thể kể hết.
Có nhiều quan niệm về Hippie. Hippie là một người nâng niu cuộc sống đến mức trọn vẹn nhất. Tuyên truyền hòa bình, tình yêu và hạnh phúc, không phải chỉ tuyên truyền họ còn đứng lên đấu tranh, sống vì điều đó. Ai cũng có thể là một hippie, không phải chỉ có những cá nhân dơ bẩn, tóc bết dread, mặc áo tie-dyed, hút cần sa. Hippie là một người nhìn vào những định nghĩa tiêu cực về họ và chỉ biết lắc đầu nghĩ rằng đáng buồn làm sao khi người ta không còn có được cái khả năng ước mơ về một thế giới tất cả chúng ta đã được dạy bảo rằng phải phấn đấu vì nó khi còn nhỏ. Một người yêu mến mọi người không thành kiến. Một người không tuân theo những gì đã được xã hội áp đặt, nhưng tuân theo những tư tưởng về hòa bình và tự do.
Không phải lúc nào cũng sống trong ảo giác dưới sự tác động của các chất thức thần, psychedelics, cần sa hay những loại thuốc khác, một hiểu lầm thường thấy. Hoài bão chung về một utopia thiên quốc, một quốc gia như trên thiên đàng. Họ chống chiến tranh, nhiều người ăn chay, biểu tình bất bạo động. Một người có đủ tự tin, thoải mái với chính mình đến mức họ không còn xét đoán ai nữa. Họ thường là những người vui vẻ và có khuynh hướng thích lan truyền niềm vui của họ đến bất kì nơi nào có mặt họ. Một hippie đích thực không phân loại bản thân theo phong cách ăn mặc, nhưng theo những gì họ làm. Một người tin vào những giá trị như hòa bình, tình yêu và hạnh phúc.
"Hippie khởi đầu phong trào sinh thái học. Họ chiến đấu nạn kì thị chủng tộc. Họ giải phóng những thành kiến kì thị giới tính, khuyến khích sự thay đổi, tự tin vào bản thân. Họ chất vấn chủ nghĩa vật chất máy móc. Trong bốn năm họ đã thành công chặn đứng cuộc chiến Việt Nam." – Timoty Leary
"Khi chúng ta nghe nói tới hippie, những cô cậu có ý muốn thử một cái gì đó khác biệt... chúng ta cười chúng. Chúng ta lên án chúng, những đứa con của chúng ta, chỉ vì chúng muốn tìm kiếm một tương lai khác. Chúng ta ghét chúng chỉ vì những bông hoa của chúng, vì tình yêu của chúng, và vì một sự bác bỏ không thể nhầm lẫn được mọi thỏa hiệp sai lầm, ghê tởm mà chúng ta đã đặt ra xuyên suốt những cuộc sống rỗng tuếch-chết vì tiền-sợ hãi của chúng ta." – June Jordan